# Hyphinoe purulensis
Hyphinoe purulensis är en insektsart som beskrevs av Fowler. Hyphinoe purulensis ingår i släktet Hyphinoe och familjen hornstritar. Inga underarter finns listade i Catalogue of Life.